# NGC 6448
NGC 6448 est une entrée du New General Catalogue qui concerne un corps céleste perdu ou inexistant ou encore un groupe d'étoiles dans la constellation du Dragon. Cet objet a été enregistré par l'astronome américain Lewis Swift le 16 juillet 1885.